# Frank van Hattum
Francesco (Frank) van Hattum (New Plymouth, 17 de novembro de 1958) é um ex-futebolista neozelandês, que atuava como goleiro.

## Carreira
Frank van Hattum fez parte do elenco da histórica Seleção Neozelandesa de Futebol da Copa do Mundo de 1982. 